# Elena Bertocchi
Elena Bertocchi (Milán, 19 de septiembre de 1994) es una deportista italiana que compite en saltos de trampolín.
Ganó dos medallas de bronce en el Campeonato Mundial de Natación, en los años 2017 y 2023, y nueve medallas en el Campeonato Europeo de Natación entre los años 2016 y 2022. En los Juegos Europeos de Cracovia 2023 consiguió una medalla de bronce en la prueba de trampolín 3 m sincro.
Participó en los Juegos Olímpicos de Tokio 2020, ocupando el séptimo lugar en la prueba sincronizada.

## Palmarés internacional
| Campeonato Mundial | Campeonato Mundial    | Campeonato Mundial | Campeonato Mundial         |
| Año                | Lugar                 | Medalla            | Prueba                     |
| ------------------ | --------------------- | ------------------ | -------------------------- |
| 2017               | Budapest (Hungría)    | Medalla de bronce  | Trampolín 1 m              |
| 2023               | Fukuoka (Japón)       | Medalla de bronce  | Trampolín 3 m sincro       |
| Juegos Europeos    |                       |                    |                            |
| Año                | Lugar                 | Medalla            | Prueba                     |
| 2023               | Rzeszów (Polonia)     | Medalla de bronce  | Trampolín 3 m sincro       |
| Campeonato Europeo |                       |                    |                            |
| Año                | Lugar                 | Medalla            | Prueba                     |
| 2016               | Londres (Reino Unido) | Medalla de plata   | Trampolín 1 m              |
| 2017               | Kiev (Ucrania)        | Medalla de oro     | Trampolín 1 m              |
| 2017               | Kiev (Ucrania)        | Medalla de oro     | Trampolín 3 m sincro mixto |
| 2018               | Glasgow (Reino Unido) | Medalla de oro     | Trampolín 3 m sincro       |
| 2018               | Glasgow (Reino Unido) | Medalla de bronce  | Trampolín 3 m              |
| 2021               | Budapest (Hungría)    | Medalla de oro     | Trampolín 1 m              |
| 2021               | Budapest (Hungría)    | Medalla de plata   | Trampolín 3 m sincro       |
| 2022               | Roma (Italia)         | Medalla de oro     | Trampolín 1 m              |
| 2022               | Roma (Italia)         | Medalla de plata   | Trampolín 3 m sincro       |